# Vương quốc Ý (Đế quốc La Mã Thần thánh)
Vương quốc Ý (tiếng Latinh: Regnum Italiae hoặc Regnum Italicum, tiếng Ý: Regno d'Italia, tiếng Đức: Königreich Italien) là một thực thể chính trị của đấng Tối cao thời Trung Cổ. Ở bán đảo Ý thời bấy giờ, không có nhà nước thực sự và đúng đắn nào có thể áp đặt thẩm quyền của mình: tước hiệu vua Ý, mặc dù bị tranh chấp mạnh mẽ bởi một số cá nhân trong cuộc đấu tranh, trên thực tế là một danh hiệu gần như độc quyền, không đảm bảo bất kỳ quyền lực nào có thật Thời kỳ này kéo dài từ sự sụp đổ của vương quốc Lombardia trong tay Charlemagne, vào năm 781 cho đến khi sự ra đời của quyền tự trị, trong thế kỷ 11.

## Lịch sử
Vương quốc Lombardia tương đối ổn định hơn vương quốc Ostrogoth trước đây, nhưng Charlemagne đã lãnh đạo Franks vào năm 774 để chinh phục Bologna dưới danh nghĩa bảo vệ Giáo hoàng Ađrianô I. Charlemagne duy trì hình thức độc lập của vương quốc Ý-Bologna, nhưng vương quốc vẫn chấp nhận phân vùng của người Frank, tham gia vào cuộc nội chiến của họ và tranh chấp về sự kế vị của vương quốc Frank, v.v., nhưng vào cuối thế kỷ 9, vương quốc Ý dần dần tách khỏi sự kiểm soát của người Frank, và trở thành một quốc gia bán độc lập.
Năm 951, vua Otto I của Thánh chế La Mã tuyên bố là vua Ý sau khi chinh phục nước Ý. Sau khi Giáo hoàng Gioan XII trao vương miện cho Otto làm hoàng đế La Mã Thần thánh tại vương cung thánh đường Thánh Phêrô năm 962, Liên minh Vương quốc Đông Francia và Ý đã thành lập nền tảng của Đế quốc La Mã thần thánh. Chính quyền trung ương ở Ý nhanh chóng biến mất vào giữa thời trung cổ, nhưng khái niệm "Vương quốc Ý" vẫn tồn tại. Vào thời kỳ Phục hưng, "Vương quốc Ý" chỉ được coi là hư cấu, với danh hiệu Vương quốc La Mã thần thánh cho đến khi đế quốc sụp đổ.